# Azot tetroksid
Diazot tetraoksid (azot tetroksid, azot peroksid) je hemijsko jedinjenje . On je koristan reagens u hemijskoj sintezi. On formira ravnotežnu smešu sa azot dioksidom.
Diazot tetroksid je moćan oksidans, te je stoga veoma toksičan i korozivan. {N2O4} je oksidans за хиперголиину смесу sa različitim formama hidrazina (нпр. tečno gorivo UDMH). Oni sagorevaju kad dođu u kontakt bez izvora paljenja. To ga čini popularnim sastojkom smesi za tečni raketni motor.

## Struktura i osobine
Diazot tetroksid formira ravnotežnu smešu sa azot dioksidom.
Ovaj molekul je planaran sa dužinom N-N veze od 1.78 Å i N-O veze od 1.19 Å. Za razliku od  je dijamagnetičan. On je bezbojan ali izgleda kao smeđe žuta tečnost usled prisustva NO2 nastalog ravnotežom:
Više temperature potiskuju ravnotežu ka azot dioksidu.

## Hemijske reakcije

### Međuproizvod u proizvodnji azotne kiseline
Azotna kiselina se proizvodi u velikim razmerama putem . Ovaj molekul reaguje sa vodom i daje azotastu kiselinu i azotnu kiselinu:
Koproizvod 2 se nakon zagrevanja disproporcioniše do  i azotne kiseline. Kad je izložen vazduhu, NO se konvertuje nazad u azot dioksid:
Nastali NO2 (i ) se moze vratiti u ciklus.

### Sinteza metalnih nitrata
se ponaša kao so , koja je jak oksidans:
gde je M = , , oo .

## Spoljašnje veze
- International Karta hemijske bezbednosti 0930
- Oksidi azota